# William Ellis (misionar)

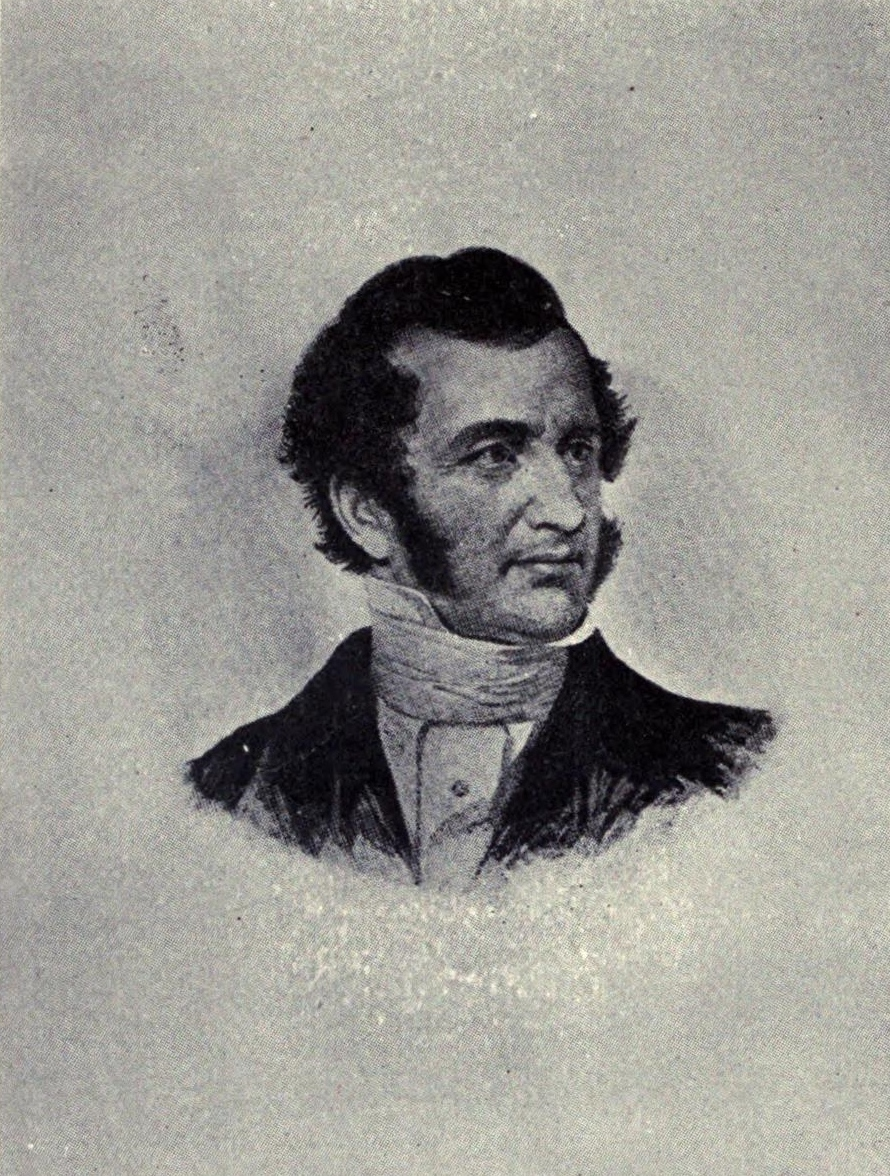
William Ellis

William Ellis (n. 29 august 1794, Londra, Regatul Marii Britanii – d. 9 iunie 1872, Londra, Regatul Unit al Marii Britanii și Irlandei) a fost un autor englez și misionar. A călătorit prin Arhipelagul Societății, Insulele Hawaii și Madagascar și a scris mai multe cărți care descriu experiențele sale.

## Viața timpurie
S-a născut în Londra din părinți care făceau parte din clasa muncitoare.
În tinerețe a început să fie interesat de plante și a devenit grădinar, prima dată în estul Angliei, apoi la o pepinieră la nord de Londra și în cele din urmă pentru o familie bogată din Stoke Newington. Fiind o natură religioasă, a făcut cerere să fie admis la școala de misionari a London Missionary Society și a fost acceptat.

## Viața sa
Viața și-a petrecut-o călătorind prin Arhipelagul Societății, Insulele Hawaii și Madagascar. A scris mai multe cărți care descriu experiențele sale.

## Moartea sa
În 1872 a răcit într-o călătorie cu trenul și a murit la 9 iunie 1872. Soția sa, Sarah Ellis, a murit șapte zile mai târziu la 16 iunie. După treizeci și cinci ani de căsătorie, au murit la o săptămână unul de celălalt. O biografie scrisă de fiul său John împreună cu Henry Allon a fost publicată la scurt timp după moartea sa.

## Lucrări
- William Ellis (1823). „A journal of a tour around Hawai'i, the largest of the Sandwich Islands”. Crocker and Brewster, New York, republished 2004, Mutual Publishing, Honolulu. ISBN 1-56647-605-4.
- William Ellis (1829). Polynesian researches, during a residence of nearly six years in the South Sea Islands, Volume 1. Fisher, Son & Jackson.
- William Ellis (1829). Polynesian researches, during a residence of nearly six years in the South Sea Islands, Volume 2. Fisher, Son & Jackson.
- William Ellis (1832). Polynesian researches during a residence of nearly eight years in the Society and Sandwich Islands Volume 3 (ed. Second). Fisher, Son & Jackson.
- William Ellis (1836). Memoir of Mrs. Mary Mercy Ellis (ed. American). Crocker & Brewster.
- William Ellis (1859). Three visits to Madagascar during the years 1853-1854-1856. Harper.
- William Ellis (1867). Madagascar revisited, describing the events of a new reign and the revolution which followed. John Murray.
- William Ellis (1870). The martyr church: a narrative of the introduction, progress, and triumph of Christianity in Madagascar. J. Snow.